# 岸田勇気
岸田 勇気（きしだ ゆうき、1988年2月29日 - ）は、日本のピアニスト、キーボーディスト、作曲家、編曲家、マニピュレーター、音楽プロデューサー。大阪府大阪市出身、東京都在住。

## 来歴
幼少よりピアノ、エレクトーン、ソルフェージュを学び、大阪府立夕陽丘高等学校音楽科を経て、2006年、東京芸術大学に入学。
その後、クラシック以外の音楽に興味を持ち出し、2009年頃から本格的な演奏活動を開始。様々なアーティストのセッション、サポート、レコーディング、舞台等で活動する。
大学を休学し、2010年渡米。ボストンを中心に多数のJazzバンド、レコーディングプロジェクトの参加、ゴスペルチャーチでの毎週の演奏等で活動し、帰国後、東京芸術大学を卒業。
2014年10月1日から、ロックバンドINKTのメンバー（kissy名義）としての活動を発表。2016年1月、同バンドを脱退。
2017年7月から、Sasakure.UKプロデュースバンド、有形ランペイジに加入。
現在はライブ活動、楽曲提供、プロデュース、様々なアーティストのサポート演奏やレコーディング、ドラマやテレビアニメの劇伴の作編曲、等で活動する。

## ライブ・ツアー参加アーティスト
- 藤井フミヤ、藤井尚之、F-BLOOD、AK-69、ずっと真夜中でいいのに。、THE RAMPAGE from EXILE TRIBE、加藤ミリヤ、にしな、LEE-HI、PUFFY、CHEMISTRY、川畑要、三浦大知、住岡梨奈、井上実優、ナオト・インティライミ、YU-A、OZROSAURUS、JUON(FUZZY CONTROL)、つるの剛士、ベッキー♪♯、UNIONE、古川雄大、妖精帝國、電気式華憐音楽集団、田村ゆかり、きただにひろし、石田燿子、大石昌良、OxT、鈴木このみ、TRUE、日笠陽子、わーすた、バニラビーンズ、宮本笑里、Rain Drops、SUPER EIGHT、KAT-TUN、NEWS、TRIGGER、キリンジ、AI

## 楽曲提供・編曲
- ずっと真夜中でいいのに。
  - マリンブルーの庭園（コーラス編曲）
- i☆Ris
  - 愛 for you!（編曲[1]）
- オーイシマサヨシ
  - インパーフェクト（弦編曲）
- 星見プロダクション（IDOLY PRIDE）
  - サヨナラから始まる物語（編曲）
- sasakure.UK
  - トンデモワンダーズ（鍵盤編曲）
- テレサ・ワーグナー（CV;石見舞菜香）
  - ラブソング（編曲）
- NEWS
  - BLACK FIRE（編曲）
- SEKAI NO OWARI
  - ドッペルゲンガー（編曲）
- わーすた
  - 遮二無二 生きる!（編曲）
  - バスタブ・アロマティック（作曲・編曲）
  - 最上級ぱらどっくす（編曲）
  - くらえ!必殺!!猫パンチ★ ～私たち戦うにゃこたん【レベル5】～（作曲・編曲）
  - メラにゃイザー!!!!! 〜君に、あ・げ・う♪〜（作曲・編曲）
  - おやすみ（作曲・作詞・編曲）
  - サンデー!サンシャイン!（作曲・編曲）
  - 春花火（編曲）
  - Congrats!（作曲・編曲）
  - 清濁あわせていただくにゃー（編曲）
  - TOXICATS（編曲）
  - ハロー to the world（作曲・編曲）
  - 詠み人知らずの青春歌（作曲・編曲）
  - ミライバルダンス（作曲・編曲）
- Machico
  - fantastic dreamer（ストリングスアレンジ）
- 伊藤美来
  - Shocking Blue（ブラスアレンジ）
  - Plunderer（編曲）
- 斉藤壮馬
  - フィッシュストーリー（ストリングスアレンジ）
- マジカル・パンチライン
  - Overture（作曲・編曲）
- Magiかよ!? BiliBili☆パンチライン（編曲）
  - Happy New Kitchen（編曲）
- 日笠陽子
  - Brighter day（作曲・編曲）
- 竜馬四重奏
  - RYDEEN（編曲）
  - 花は咲く（編曲）
  - ニュー・シネマ・パラダイス（編曲）
  - CHILD’S ANTHEM （編曲）
- 渡辺美優紀
  - Milky Land（作曲・編曲）
  - 乙女心キャンディ（作曲・編曲）
  - Myself（作曲・編曲）
  - Perfect Girl（作曲・編曲）
  - あの日の空と、私の未来（作曲・編曲）
  - アシメントリー（作曲・編曲）
  - りんご麗し 実りの季節（編曲※配信版）
  - White snowdome（作曲・編曲）
  - Love story（作曲・編曲）
- JUON(FUZZY CONTROL)
  - my girl（編曲）
- キングダム ハーツIII
  - Vector to the Heavens - Xion-（編曲）
  - The 13th Dilemma - Saix-（編曲）
  - L'lmpeto Oscuro - Young Xehanort-（編曲）

## レコーディング参加

### アーティスト
西野カナ
- 「好き」

JUJU
- 「All The Things」

SEKAI NO OWARI
- 「ドッペルゲンガー」
- 「千夜一夜物語」

ずっと真夜中でいいのに。
- 「蹴っ飛ばした毛布」
- 「こんなこと騒動」
- 「マリンブルーの庭園」
- 「勘ぐれい」
- 「はゔぁ」
- 「猫リセット」
- 「消えてしまいそうです」
- 「花一匁」
- 「嘘じゃない」
- 「シェードの埃は延長」
- 「微熱魔」
- 「クリームで会いにいけますか」

坂口有望
- 「空っぽの空が僕はきらいだ」

でんぱ組.inc
- 「破!to the Future」
- 「Ψです I LIKE YOU」

オーイシマサヨシ
- 「君じゃなきゃダメみたい」
- 「純情可憐書店屋ガール」
- 「ぜんぶ君のせいだ」

OxT
- 「One Hand Message」

MYTH & ROID
- 「HYDRA」

どうぶつビスケッツ×PPP
- 「乗ってけ!ジャパリビート」

鈴木このみ
- 「This game」
- 「Tears BREAKER with piano」
- 「Love is MY RAIL」
- 「Fly to the stars」

小倉唯
- 「ハイタッチ☆メモリー」

Gero
- 「ベイビーミュージックライダー」

柿原徹也
- 「リングオブドランカー」

斉藤壮馬
- 「フィッシュストーリー」

分島花音
- 「Love your enemies」

Machico
- 「fantastic dreamer」

Sou
- 「愚者のパレード」

花江夏樹
- 「ヒーローインポッシボー」

りぶ
- 「不可侵領域デストロイヤー」

水瀬いのり
- 「MELODY FLAG」
- 「Lucky Clover」
- 「Will」
- 「ハートノイロ」
- 「Winter Wonder Wander」
- 「Well Wishing Word」

AIKI & AKINO from bless4
- 「月のもう半分」

LiSA
- 「Merry Hurry Berry」

アース・スター ドリーム
- 「ブラッドタイプ☆ハートビート」

### テレビアニメ
- 「Danger in my 通学路」（『ちおちゃんの通学路』OPテーマ）
- 「Deep in Abyss」（『メイドインアビス』OPテーマ）
- 「枕男子」（『枕男子』OPテーマ）
- 「毎日コハルビヨリ」（『ヤマノススメ セカンドシーズン』OPテーマ）

### ゲーム
- 「MANKAI☆開花宣言」（『A3!』）

### 劇伴
- 『かんさい熱視線』
- 『ホワイト・ラボ〜警視庁特別科学捜査班〜』
- 『ウロボロス〜この愛こそ、正義。』
- 『表参道高校合唱部!』
- 『コウノドリ』
- 『隣の家族は青く見える』
- 『僕は友達が少ないNEXT』
- 『中間管理録トネガワ』
- 『映画 中二病でも恋がしたい! -Take On Me-』
- 『お義父さんと呼ばせて』
- 『せいせいするほど、愛してる』
- 『そして、誰もいなくなった』
- 『アンジュ・ヴィエルジュ』
- 『迷家-マヨイガ-』
- 『警視庁捜査一課9係』
- 『遺留捜査』
- 『刑事7人』
- 『愛・命 〜新宿歌舞伎町駆け込み寺〜』
- 『おかしな刑事』
- 『ぬるぺた』
- 『IDOLY PRIDE』
- 『ドラゴン桜２』
- 『凍牌〜裏レート麻雀闘牌録〜』[2]

## 楽曲プロデュース

### わーすた
- 『The Legend of WASUTA』
- 『サンデー! サンシャイン!』
- 『What's "standard"!?』
- 『春花火』
- 『詠み人知らずの青春歌』
- 『ミライバルダンス』
- 『我々はネコである。』